# The Clinic (Fernsehserie)
The Clinic (deutsch: „Die Klinik“) ist eine mehrfach preisgekrönte irische Dramedy-Fernsehserie. Sie wurde von Parallel Film Productions für den Fernsehsender RTÉ produziert. Bereits nach der Ausstrahlung der ersten Folgen bekam sie sehr gute Bewertungen und wurde zu einer der erfolgreichsten Fernsehserien von RTÉ. Sie besteht aus sieben Staffeln mit 66 Episoden und wurde von September 2003 bis November 2009 auf RTÉ One gezeigt.

## Handlung
Die Fernsehserie handelt von den Patienten und dem Personal der Clarence-Street-Klinik. Es geht um Liebe, Leidenschaften und die Beziehungen des Personals untereinander. Manchmal braucht das Personal mehr Hilfe als die Patienten. So muss ein Arzt mit seiner Drogensucht fertigwerden. Außerdem lässt er sich mit vielen verschiedenen Frauen ein und gerät deshalb in Schwierigkeiten. Der Physiotherapeut hat einen One Night Stand mit einem verheirateten Mann. Die Sekretärin verliebt sich in ihren Boss. Eine andere Mitarbeiterin wird erpresst.

## Besetzung
| Darsteller           | Charakter                | Staffel |
| -------------------- | ------------------------ | ------- |
| Dominic Mafham       | Mr. Dan Woodhouse        | 1-7     |
| Gary Lydon           | Mr. Patrick Murray       | 1-7     |
| Amy Huberman         | Daisy O’Callaghan        | 1-7     |
| Colin O’Donoghue     | Conor Elliott            | 4–6     |
| Gertrude Montgomery  | Aine Flanagan            | 1–5     |
| Lorraine Pilkington  | Sussie Cassidy           | 1       |
| Rachael Pilkington   | Keelin Geraghty          | 1-7     |
| Geraldine Plunkett   | Mrs. Fleming             | 1–3     |
| Gemma Craven         | Dr. Julia Brady          | 4–6     |
| Leigh Arnold         | Dr. Clodagh Delaney      | 2-7     |
| Aidan Turner         | Ruairí McGowan           | 6 & 7   |
| Tanya Moodie         | Dr. Grace Sefate         | 6 & 7   |
| Mark Dymond          | Lorcan O’Brien           | 5–7     |
| Victoria Smurfit     | Dr. Edel Swift           | 7       |
| Aisling O’Sullivan   | Dr. Cathy Costello       | 1–6     |
| David Wilmot         | Dr. Ed Costello          | 1 & 2   |
| Tomas O’Suilleabhain | Detective Ronan Donaghue | 2–6     |
| Dawn Bradfield       | Cara Madigan             | 5–7     |
| Sam Corry            | Alex Walsh               | 1–3     |
| Sophie Jo Wasson     | Madison                  | 7       |
| Chris O’Dowd         | Brendan Davenport        | 1–3     |
| David Herlihy        | Liam Smith               | 4–6     |
| Norma Shehan         | Fiona McColgan           | 1–4, 6  |
| Tommy Fitzgerald     | Fergus Mitchell          | 6 & 7   |
| Emmett Scanlan       | Jimmy Rice               | 6 & 7   |
| Catherine Walker     | Alice O’Brien            | 5-7     |
| Simon O’Gorman       | Billy Flanagan           | 1, 3-5  |
| Orla O’Rourke        | Sinéad Kelly             | 2-4     |

## Ausstrahlung und Veröffentlichung
Die Fernsehserie wurde in Irland auf RTÉ One, in Finland auf Yle TV1, in Island auf RÚV, in Dänemark auf DK1, in Ungarn auf M2, in Serbien auf TV Košava, in Neuseeland auf TVNZ 6 und in Australien auf ABC1 ausgestrahlt.
Nach sieben Staffeln mit insgesamt 66 Episoden gab RTÉ Television im November 2009 die Absetzung der Serie bekannt. Sie endet mit einem Cliffhanger und lässt viele Fragen offen.
Die komplette Serie (Staffel 1–7) wurde im November 2010 von RTÉ auf DVD veröffentlicht.

## Auszeichnungen

### Gewonnen
Irish Film and Television Awards
- 2005 – Best Supporting Actor in Television Gary Lydon
- 2007 – Best Drama Series/Soap
- 2007 – Best Actor in a Supporting Role in Television – Gary Lydon
- 2008 – Best Actress – Aisling O’Sullivan
- 2010 – Best Drama Series/Soap – Mary Callery

### Nominiert
Irish Film and Television Awards
- 2004 – Best TV Drama or Drama Series/Soap
- 2004 – Best Actor in a TV Drama – David Wilmot
- 2004 – Best Supporting Actor in Film/TV – Gary Lydon
- 2004 – Best Supporting Actress in Film/TV – Rachael Pilkington
- 2005 – Best Actress in Television – Aisling O’Sullivan
- 2005 – Best Supporting Actor in Television – Chris O’Dowd
- 2007 – Best Actress in a Lead Role in Television – Aisling O’Sullivan
- 2007 – Best Actress in a Supporting Role in Television – Leigh Arnold
- 2007 – Best Actress in a Supporting Role in Television – Gemma Craven
- 2008 – Best Drama Series/Soap
- 2008 – Best Actor in a Supporting Role in Television – Gary Lydon
- 2008 – Best Actress in a Supporting Role in Television – Dawn Bradfield
- 2008 – Best Actress in a Supporting Role in Television – Amy Huberman
- 2009 – Best Drama Series/Soap – Mary Callery
- 2009 – Best Actor in a Lead Role in Television – Dominic Mafham
- 2009 – Best Actor in a Supporting Role in Television – David Herlihy
- 2009 – Best Actress in a Supporting Role in Television – Amy Huberman
- 2009 – Best Script for Television – Peter McKenna
- 2010 – Actress in a Supporting Role Television – Amy Huberman